# Aggro Ansage Nr. 2
Aggro Ansage Nr. 2 ist der zweite Sampler des Berliner Hip-Hop-Labels Aggro Berlin. Er wurde am 27. Januar 2003 über das Independent-Label veröffentlicht. Der Sampler enthält Beiträge der Rapper, die zur Zeit der Veröffentlichung bei Aggro Berlin unter Vertrag standen. Diese sind Sido, Bushido und B-Tight. Nach der Indizierung des Samplers im Mai 2005, erschien am 13. April 2006 eine zensierte Neuauflage unter dem Titel Aggro Ansage Nr. 2X.

## Titelliste
| #   | Titel                                                        | Produzent        | Länge |
| --- | ------------------------------------------------------------ | ---------------- | ----- |
| 1.  | Intro Teil 2                                                 | DJ Ilan, Specter | 1:14  |
| 2.  | Sido, Bushido und B-Tight – Aggro Teil 2                     | Bushido          | 3:43  |
| 3.  | A.i.d.S. – Westberlin (Koka Remix)                           | DJ Ilan          | 3:51  |
| 4.  | Sido – Relax                                                 | Sido Gold        | 3:51  |
| 5.  | Bushido – Pussy                                              | Bushido          | 4:02  |
| 6.  | Payback Skit                                                 |                  | 0:26  |
| 7.  | Sonny Black und Frank White – Heavy Metal Payback            | Bushido          | 4:32  |
| 8.  | Psychoskitzo                                                 |                  | 0:37  |
| 9.  | B-Tight – Psycho Neger B!                                    | B-Tight          | 3:02  |
| 10. | A.i.d.S. – Auf Tour                                          | Bommer           | 3:00  |
| 11. | Aggroberlinistlivehart Skit                                  |                  | 0:18  |
| 12. | Sonny Black und Frank White – Zukunft (Electro Ghetto Remix) | Bommer           | 7:43  |

| #   | Titel                                                        | Produzent        | Länge |
| --- | ------------------------------------------------------------ | ---------------- | ----- |
| 1.  | Intro Teil 2                                                 | DJ Ilan, Specter | 1:14  |
| 2.  | Sido, Bushido und B-Tight – Aggro Teil 2                     | Bushido          | 3:43  |
| 3.  | A.i.d.S. – Westberlin (Koka Remix)                           | DJ Ilan          | 3:51  |
| 4.  | Sido – Relax                                                 | Sido Gold        | 3:51  |
| 5.  | Fler – Champion                                              | Beathoavenz      | 3:56  |
| 6.  | Payback Skit                                                 |                  |       |
| 7.  | Sonny Black und Frank White – Heavy Metal Payback            | Bushido          | 4:32  |
| 8.  | Psychoskitzo                                                 |                  |       |
| 9.  | B-Tight – Nummer 1                                           | B-Tight          | 3:32  |
| 10. | A.i.d.S. – Auf Tour                                          | Bommer           | 3:00  |
| 11. | Aggroberlinistlivehart Skit                                  |                  |       |
| 12. | Sonny Black und Frank White – Zukunft (Electro Ghetto Remix) | Bommer           | 7:43  |

## Produktion
Der zweite Sampler wurde von verschiedenen Hip-Hop-Musikern produziert. Ilan steuerte die musikalische Untermalung zu Intro Teil 2 und Westberlin bei. Bushido produzierte das Titellied Aggro Teil 2 und Heavy Metal Payback. Mit Auf Tour und Zukunft können zwei Tracks dem Produzenten Bommer zugeordnet werden. Des Weiteren wurde Relax von Sido produziert. Für die auf der „X-Version“ des Samplers neu hinzugefügten Stücke waren B-Tight (Nummer 1) und das Duo Beathoavenz (Champion) verantwortlich. Die CD enthält ein kurzes Tourvideo.

## Videos
Aggro Berlin produzierte zwei Videos zum Sampler. Im Video zu Aggro Teil 2 wird ein Luftangriff auf Berlin dargestellt. Sido, Bushido, B-Tight und weitere Personen befinden sich im weiteren Verlauf in einem Bunker. Ein zweites Video entstand zu Westberlin von A.i.d.S. Dieses zeigt die Mitglieder der Gruppe auf der Loveparade in Berlin.

## Rezeption

### Kritik

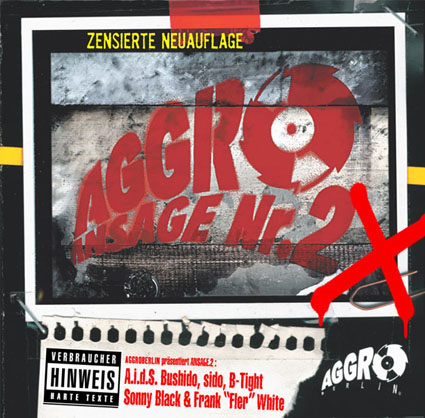
Cover der X-Version

Der zweite Sampler des Independent-Labels Aggro Berlin erhielt von dem Hip-Hop-Magazin Juice vier von möglichen sechs „Kronen“. Als besonders interessant hervorgehoben werden die beiden Remixe des Albums. Dazu zählen DJ Ilans abgeänderte Version des „A.i.d.S.-Klassiker[s]“ Westberlin sowie Bommers Remix zu Zukunft. Mit dem düsteren Psycho Neger B! mache B-Tight klar, dass es neben Brothers Keepers auch einen anderen Ansatz „der afrodeutschen Repräsentation“ im deutschen Hip-Hop gebe. Zusammenfassend handele es sich bei Aggro Ansage Nr. 2 um den „fast schon traditionelle[n] Zusammenschluss aller Artist.“
Die Neuauflage Aggro Ansage Nr. 2X wurde in einer Kritik der Internetseite Hip-Hop.de mit dreieinhalb von sechs möglichen Bewertungspunkten gewertet. Flers Titel Champion, der neu auf der X-Version vertreten ist, präsentiere „Angeberrap mit der nötigen Dosierung an Kontroversen.“ Der Remix zu Westberlin könne erst nach Konsum von Drogen genossen werden. Positive Wertungen erhalten die Stücke Heavy Metal Payback sowie „die Hymne schlechthin“ Aggro Teil 2. Trotz der guten Aspekte des Samplers, handele es sich bei Aggro Ansage Nr. 2 um die „schwächste Ansage“, was auf die wenigen Lieder und vergleichsweise vielen Skits zurückgeführt wird.

### Bedeutung
Aggro Ansage Nr. 2 war der Vorläufer des kommerziellen Erfolgs von Aggro Berlin. Die folgende Aggro Ansage Nr. 3 wurde 60.000 Mal verkauft, der vierte Teil der Reihe erreichte Gold-Status. Philipp Gässlein bezeichnete insbesondere das Titellied der zweiten „Ansage“ rückblickend in einer Kritik zu Aggro Ansage Nr. 4 auf Laut.de als „wegweisend.“

### Gutachten
→ siehe auch Abschnitt Gutachten im Artikel Aggro Ansage Nr. 3
Im Zuge eines Indizierungsverfahrens gegen die drei Sampler Aggro Ansage Nr. 1, Aggro Ansage Nr. 2 und Aggro Ansage Nr. 3 schrieb der Kunsthistoriker und Kultursoziologe Roland Seim ein Gutachten zu den Tönträgern. In diesem sprach er sich gegen ein Verbot des Sampler aus und forderte einen „Erprobungsspielraum für die Auseinandersetzung mit gesellschaftlichen Grenzbereichen.“

### Indizierung
Aggro Ansage Nr. 2 wurde durch die Bundesprüfstelle für jugendgefährdende Medien (BpjM) zum 31. Mai 2005 indiziert. Ausschlaggebend für das Verbot waren die Lieder Pussy und Psycho Neger B!. Kritisiert wird von der BpjM vor allem die Verknüpfung von Sex und Gewalt sowie die Frauenverachtung, die in den Texten deutlich wird.